# 斑食蜜鸟属
斑食蜜鸟属（学名：Pardalotus）是雀形目斑食蜜鸟科（学名：Pardalotidae）的唯一一个属。
它们体型小、颜色鲜艳，分布于澳大利亚，尾短，腿强壮，喙短而钝。该属包含四个物种，名称来源与希腊语，意思是「斑点」。斑食蜜鸟科此前还曾包含更多物种，现在分类至刺嘴莺科和棕刺莺科。
本属的物种栖息在半开放的高大树木组成的森林，尤其是桉树林，为杂食性动物，主要以陆生无脊椎动物为食。
本属物种均为单配偶制的，双亲共同抚养后代。
多斑食蜜鸟是本属唯一受威胁的物种，尽管种群稳定，但它们面临着生境破碎化的威胁，且非常依赖当地特有的多枝桉。
物种列表：
- 斑翅食蜜鸟 Pardalotus punctatus
- 多斑食蜜鸟 Pardalotus quadragintus
- 红眉食蜜鸟 Pardalotus rubricatus
- 纹翅食蜜鸟 Pardalotus striatus